# 冬営
冬営（とうえい）とは、出陣している軍勢が冬を越すために作戦行動を一時停止して長期滞陣を行うこと、およびその陣営である。近代に入るまでは冬営が当たり前であった。したがって昔の戦争では冬の間にいったん進行がブツリと途切れている。

## 概要
冬営を行うのは兵士の消耗を防ぐためである。冬は寒さにさらされるだけでなく、食糧が入手しにくい時期で、態勢が不十分なまま冬の到来を迎えると軍中に疫病が蔓延したり、また士気が低下して逃亡兵が続出する可能性があった。だから当時 (近代に入るまでずっと) の指揮官たちは、下手をすると行軍するだけで会戦に大敗するのと同じぐらいの数の兵士を失いかねない冬季の作戦を行わず、動かずに兵を休めて春の到来を待った。また、冬は雪が積もったり高緯度地域では日が短くなることにより地域間の交通が遮断されるか、著しく困難になるので会戦を実施しにくいということも大きく影響した。
指揮官は冬営入りを決定すると、冬営する土地に兵を移動させる。冬営地は食糧が豊かな地方であることが望まれ、そのために戦域から遠く離れた地方に部隊を移動させることもよくあった。また、冬営はその地方に負担をかけるので可能なら敵方の土地で冬営を行うことが好まれた。軍隊の規模が大きくなると一地方では冬営を担うだけの必要物資を賄いきれず、複数の地方に分散させるなどした。同じ理由で、一地方の中でもある程度部隊を散らばせて配置するのが普通であった。
冬営地に到着すると部隊は小屋掛けのための資材を徴発するか、もしくは家屋ごと徴発する。村ごと徴発する場合も珍しくない。冬営の間に部隊の規律が弛緩したり、馬が痩せてしまったりしないように注意が払われる。冬の間部隊を良好な状態に保てるかどうかは重要で、給養に失敗すると、病死ないし逃亡する兵士が続出し、残った兵士も強盗や乞食をするようになって、部隊は戦闘力を失う。
冬営中は自然休戦となるため、指揮官の異動や作戦会議、和平交渉などが行われた。将校には休暇が与えられて国に一度帰ったりもする。大戦争の場合、総指揮官級の将軍が同盟諸国を訪問して戦況を説明し応援を乞うて回ることもしばしばであった。
このように冬の間は休戦というのが戦争の常識だったが、この常識を利用して戦況を優位にしよう、挽回しようとする試みも常に行われた。冬営中の軍隊は哨兵線を敷いて警戒は怠らなかったものの、奇襲を受けることもあり、また、分散していることが多かったので敵が前進してくると対応しかねて合流に成功するまでずるずる後退することもあった。
冬営に入るタイミングは時代と状況による。一般に補給態勢が整ってくる後の時代になるほど遅くまで作戦が可能になり、冬営を行う理由も補給が困難であるということから、会戦が困難であるということに移っていく。必要であれば12月でも会戦が行われた。一方で夏が終わると同時に進撃を取りやめて冬営地を探し始める場合もあった。
冬営が行われなくなったのはフランス革命戦争からナポレオン戦争のころである。クラウゼヴィッツの戦争論において冬営はすでに過去のものとして扱われている。